# جيانلوكا كابراري
جيانلوكا كابراري (بالإيطالية: Gianluca Caprari)‏ لاعب كرة قدم إيطالي في مركز الهجوم (ولد يوم 30 يوليو من العام 1993) لعب لنادي روما، ونادي إنتر ميلان، ونادي سامبدوريا.

## اقرأ أيضاً
- نادي روما

## روابط خارجية
- جيانلوكا كابراري على موقع الاتحاد الأوربي (الإنجليزية)
- جيانلوكا كابراري على موقع قاعدة بيانات كرة القدم.إي يو (الإنجليزية)
- جيانلوكا كابراري على موقع ناشيونال فوتبول تيمز (الإنجليزية)
- جيانلوكا كابراري على موقع Soccerway.com (الإنجليزية)
- جيانلوكا كابراري على موقع عالم كرة القدم.نت (الإنجليزية)
- جيانلوكا كابراري على موقع AS.com (الإسبانية)